# HD 178322
HD 178322 eller HR 7257, är en dubbelstjärna belägen i mellersta delen av stjärnbilden Södra kronan. Den har en skenbar magnitud av ca 5,86 och är svagt synlig för blotta ögat där ljusföroreningar ej förekommer. Baserat på parallax enligt Gaia Data Release 3 på ca 2,1 mas beräknas den befinna sig på ett avstånd av ca 1 550 ljusår (ca  480 parsec) från solen. Den rör sig bort från solen med en heliocentrisk radialhastighet av ca 13 km/s. Stjärnan minskas på dess nuvarande avstånd i ljusstyrka genom skymning av interstellärt stoft med 0,28 magnitud och den har en absolut magnitud på -2,31. Systemet har en hög egenrörelse på 28,9 +4,1−7,9 km/s, vilket tyder på att det kan vara en flyktstjärna. Det sägs vara en del av Scorpius-Centaurus-föreningen.

## Egenskaper
Primärstjärnan HD 178322 A är en blå stjärna i huvudserien av spektralklass B5 V. Den har en massa av ca 4,4 solmassor, en radie av ca 3,3 solradier och utsänder energi från dess fotosfär motsvarande ca 11 750 gånger solen vid en effektiv temperatur av ca 15 500 K. Följeslagaren HD 178322 B är en blå stjärna i huvudserien av spektralklass B6 V. Den har en massa av ca 4,4 solmassor, en radie av ca 3,1 solradier och utsänder energi från dess fotosfär motsvarande ca 513 gånger solen vid en effektiv temperatur av ca 14 500 K. Stjärnorna cirkulerar kring varandra i en relativt cirkulär bana med en omloppsperiod av 12,47 dygn och en separation av 0,235 AE. Systemet beräknas av en ålder av ca 50 miljoner år.